# Intertemporale Entscheidung
Zur optimalen Lösung von intertemporalen Entscheidungsproblemen ist eine Präferenzfunktion vonnöten. Zur Sicherung der Existenz einer (additiven) Präferenzfunktion werden Axiomen an die Präferenzen des Akteurs gestellt. Das im Folgenden vorgestellte Axiomensystem ähnelt dem Axiomensystem für multikriterielle Entscheidungsprobleme. Eine andere grundlegende Axiomatik des diskontierten Nutzens geht auf den amerikanischen Wirtschaftswissenschaftler und Physiker Tjalling C. Koopmans zurück. Dieses Axiomensystem wurde in den Folgejahren weiterentwickelt bzw. variiert. Weitere Axiomensystems stammen von Lancaster und von Dyckhoff. Im Folgenden wird die Darstellung von Müller verwendet.

## Ergebnisse, Präferenzen und Nutzen
Es gelten folgende Annahmen und Notationen:
- Es existiert eine endliche Menge bekannter Perioden {\displaystyle N=\lbrace 1,2,3,...,n\rbrace } mit {\displaystyle p\in N}.
- Zeit wird in identische äquidistante Abschnitte unterteilt, d. h. jede Periode ist gleich lang.
- Die Menge {\displaystyle A} ist durch die drei Alternativen {\displaystyle A=\lbrace x,y,z\rbrace } definiert.
- Jede Alternative wird durch einen Ergebnisvektor beschrieben. Die Alternative {\displaystyle x} z. B. wird durch den Vektor {\displaystyle x=(x_{\scriptscriptstyle 1},x_{\scriptscriptstyle 2},x_{\scriptscriptstyle 3},...,x_{\scriptscriptstyle n})} beschrieben, wobei {\displaystyle x_{\scriptscriptstyle p}} das Ergebnis der Periode {\displaystyle p} beschreibt.
- Die Menge {\displaystyle P_{\scriptscriptstyle p}} mit {\displaystyle p\in N} beschreibt die bekannten Ergebnisse, die in der Periode {\displaystyle p} mit Sicherheit aus den verschiedenen Alternativen resultieren. Für {\displaystyle p=1} folgt z. B.: {\displaystyle P_{\scriptscriptstyle 1}=\lbrace x_{\scriptscriptstyle 1},y_{\scriptscriptstyle 1},z_{\scriptscriptstyle 1}\rbrace }. {\displaystyle P_{\scriptscriptstyle 1}} bezeichnet die Menge der Ergebnisse der Alternativen in der Periode 1, {\displaystyle P_{\scriptscriptstyle 2}} ist die Menge der Ergebnisse der Alternativen der Periode 2 usw.
- Es resultiert das kartesische Produkt {\displaystyle P^{n}=P_{\scriptscriptstyle 1}\times P_{\scriptscriptstyle 2}\times ...\times P_{\scriptscriptstyle n}=\displaystyle \prod _{p=1}^{n}P_{p}}.
- Auf diese Weise entsteht die Ergebnismatrix (vgl. Tabelle 1).

|                         | Periode                 | Periode                 | Periode                 | Periode                 | Periode                 |
| Alternative             | {\displaystyle p=1}     | {\displaystyle p=2}     | {\displaystyle p=3}     | {\displaystyle ~~...~~} | {\displaystyle p=n}     |
| ----------------------- | ----------------------- | ----------------------- | ----------------------- | ----------------------- | ----------------------- |
| x                       | {\displaystyle x_{1}}   | {\displaystyle x_{2}}   | {\displaystyle x_{3}}   | {\displaystyle ~~...~~} | {\displaystyle x_{n}}   |
| y                       | {\displaystyle y_{1}}   | {\displaystyle y_{2}}   | {\displaystyle y_{3}}   | {\displaystyle ~~...~~} | {\displaystyle y_{n}}   |
| z                       | {\displaystyle z_{1}}   | {\displaystyle z_{2}}   | {\displaystyle z_{3}}   | {\displaystyle ~~...~~} | {\displaystyle z_{n}}   |
| {\displaystyle \vdots } | {\displaystyle \vdots } | {\displaystyle \vdots } | {\displaystyle \vdots } | {\displaystyle ~~...~~} | {\displaystyle \vdots } |

- Neben der Berücksichtigung der Gesamtmenge sämtlicher Perioden {\displaystyle N} ist es möglich bzw. erforderlich, lediglich Teilmengen (z. B. {\displaystyle R} oder {\displaystyle S}) zu betrachten. Um die Teilmengen zu unterscheiden, wird die Menge {\displaystyle I\subseteq N} eingeführt, welche die Zeitpunkte indiziert. Die Menge {\displaystyle S=\displaystyle \prod _{p\in I}^{}P_{p}} beschreibt eine nichtleere Teilmenge und {\displaystyle R=\displaystyle \prod _{p\notin I}^{}P_{p}} stellt die Komplementärmenge {\displaystyle R=P^{n}\backslash S} dar. Eine Auszahlung bzw. ein Ergebniswert von {\displaystyle P_{\scriptscriptstyle R}} wird mit {\displaystyle x_{\scriptscriptstyle R}} bezeichnet.

Ein allgemeingültiger erster Schritt besteht in der Umwandlung der Ergebnismatrix in eine Nutzen- bzw. Entscheidungsmatrix. Dabei muss für die Ergebnisgrößen eine Nutzenfunktion bekannt sein oder ermittelt werden, so dass folgt: {\displaystyle u(x_{\scriptscriptstyle p})=f(x_{\scriptscriptstyle p})}. Mit dieser Funktion wird also die Höhenpräferenz des Akteurs abgebildet.
Im weiteren Verlauf wird eine Nutzenfunktion der Form {\displaystyle u(x_{\scriptscriptstyle p})=x_{\scriptscriptstyle p}} unterstellt. Bei den Ergebnissen handelt es sich deshalb um positiv-ökonomische Absolutwerte, wie z. B. Gewinn, Umsatz, Einzahlungen. Das bedeutet nicht, dass der Zahlenwert positiv sein muss, sondern dass die verwendete Rechengröße ökonomisch erstrebenswert ist. Dies ist z. B. bei Auszahlungen oder Kosten nicht der Fall.
Für den zweiten Schritt wird geprüft, ob dominierte Alternativen vorhanden sind.
Im dritten Schritt muss festgelegt werden, wie für die effizienten Alternativen die „Brutto-Nutzengrößen“ aus den verschiedenen Zeitpunkten transformiert und aggregiert werden. Das bedeutet, die Zeitpräferenz muss festgelegt werden. Anschließend müssen die so bewerteten Werte, also die „Netto-Nutzengrößen“ bzw. die Barwerte, zusammengefasst werden.

## Grundlagen des additiven Nutzens
Grundständig ist die Forderung nach vollständiger, reflexiver und transitiver Ordnung (vgl. Anforderung 1).
Anforderung 1 (Ordnung):
Die Präferenzrelation {\displaystyle \succsim } auf {\displaystyle {\it {P^{n}}}} ist:
- vollständig, wenn für jedes Paar an Ergebnissen {\displaystyle {\it {x,y\in P^{n}}}} mit {\displaystyle {\it {x\neq y}}} festgelegt wird: entweder {\displaystyle {\it {x\succsim y}}} oder {\displaystyle {\it {y\succsim x}}} oder beides,
- reflexiv, wenn gilt: {\displaystyle {\it {x\succsim x}}} für jedes {\displaystyle {\it {x\in P^{n}}}},
- transitiv, wenn aus {\displaystyle {\it {x\succsim y}}} und {\displaystyle {\it {y\succsim z}}} für jede Kombination {\displaystyle {\it {x,y,z\in P^{n}}}} mit {\displaystyle {\it {x\neq y}}}, {\displaystyle {\it {x\neq z}}} und {\displaystyle {\it {y\neq z}}} folgt: {\displaystyle {\it {x\succsim z}}}.

Die nächste Anforderung postuliert Stetigkeit (vgl. Anforderung 2).
Anforderung 2 (Stetigkeit):
Die Präferenzrelation {\displaystyle \succsim } auf {\displaystyle {\it {P^{n}}}} ist stetig, wenn für jedes beliebige {\displaystyle {\it {x\succ y\succ z}}} ein \it {\displaystyle \lambda \in ]0,1[} existiert, so dass gilt: {\displaystyle {\it {\lambda \cdot x+\left(1-\lambda \right)\cdot z\sim y}}}.
Im Zusammenhang mit der Bewertung von Ereignissen zu unterschiedlichen Zeitpunkten muss sichergestellt sein, dass die Präferenz ausschließlich aufgrund der Ausprägung der Werte zwischen zwei betrachteten Zeitpunkten beurteilt wird, ohne dass die Ausprägung von Ergebnissen zu anderen Zeitpunkten eine Rolle spielt. Darauf wurde schon frühzeitig hingewiesen. Die Präferenzen für verschiedene Zeitpunkte müssen voneinander unabhängig, also separierbar sein. Zur Veranschaulichung dient Beispiel 1.
Beispiel 1:
Es wird die Wahl des Hauptgerichtes betrachtet. Ein Akteur soll heute den Speiseplan für die gesamte nächste Woche zusammenstellen und kann dafür als Hauptgericht zwischen Pizza, Steak oder Fisch wählen. Unabhängigkeit bzw. Separierbarkeit würde von einem Akteur, der Pizza lieber mag als Steak, fordern, dass er die gesamte Woche lang Pizza präferiert. Dies wird jedoch kaum der Fall sein.
Die Unabhängigkeit der Präferenz für die Zeitpunkte wird bei Alltagsentscheidungen i. d. R. nicht erfüllt sein. Die Präferenzen sind im Beispiel 1 also nicht separierbar, was daran liegen dürfte, dass die Zeitpunkte nicht „weit genug voneinander entfernt“ sind.
Die Unabhängigkeit kann auf sämtliche Zeitpunkte ausgeweitet werden, was erforderlich ist, um das Präferenzfunktional additiv zu gestalten. Dies wird als wechselseitige Unabhängigkeit bezeichnet.
Anforderung 3 (Wechselseitige Unabhängigkeit):
Die Relation {\displaystyle \succsim } auf {\displaystyle {\it {P^{n}}}} ist wechselseitig unabhängig, wenn für jedes {\displaystyle {\it {S\subseteq P^{n}}}} und {\displaystyle R=P^{n}\backslash S} für alle {\displaystyle {\it {x_{\scriptscriptstyle R},y_{\scriptscriptstyle R}\in P_{\scriptscriptstyle R}}}} und für alle {\displaystyle {\it {z,w\in P_{\scriptscriptstyle S}}}} gilt:
{\displaystyle (x_{\scriptscriptstyle R},z)\succsim (y_{\scriptscriptstyle R},z)\Leftrightarrow (x_{\scriptscriptstyle R},w)\succsim (y_{\scriptscriptstyle R},w).}
Die bisherigen Annahmen sichern die Existenz eines additiven Präferenzfunktionals nach dem Additivitäts-Theorem von Debreu.
Merksatz 1:
Wenn in einem Entscheidungsproblem mit mindestens 3 wesentlichen Perioden die Präferenzen des Akteurs die Axiome Ordnung (Anforderung 1), Stetigkeit (Anforderung 2) und wechselseitige Unabhängigkeit (Anforderung 3) erfüllen, dann existieren Nutzenfunktionen {\displaystyle {\it {u_{\scriptscriptstyle 1},...,u_{\scriptscriptstyle n}}}} auf {\displaystyle P_{\scriptscriptstyle 1},...,P_{\scriptscriptstyle n}} mit {\displaystyle {\it {u_{\scriptscriptstyle p}:P\rightarrow \mathbb {R} }}}, die die Präferenzrelation {\displaystyle \succsim } auf {\displaystyle {\it {P^{n}}}} mit {\displaystyle {\it {n\geq 3}}} so repräsentieren, dass gilt:
{\displaystyle \sum \limits _{p=1}^{n}u_{\scriptscriptstyle p}(x_{\scriptscriptstyle p})\geq \sum \limits _{p=1}^{n}u_{\scriptscriptstyle p}(y_{\scriptscriptstyle p})\Leftrightarrow x\succsim y.}
Jede andere Funktion {\displaystyle {\it {v_{\scriptscriptstyle p}}}} mit: {\displaystyle {\it {v_{\scriptscriptstyle p}(x_{\scriptscriptstyle p})=\alpha \cdot u_{\scriptscriptstyle p}(x_{\scriptscriptstyle p})+\beta }}}, wobei {\displaystyle {\it {\alpha >0}}} und {\displaystyle {\it {\alpha ,\beta \in \mathbb {R} }}}, bildet ebenfalls die Präferenzrelation ab.

Im Merksatz 1 beschreibt die Nutzenfunktion {\displaystyle u_{\scriptscriptstyle p}} den Nutzen des Ergebnisses der Alternative in dieser Periode. Für jede Periode existiert eine solche Nutzenfunktion. Demzufolge werden {\displaystyle p=1,...,n} Nutzenfunktionen – für jede Periode {\displaystyle p} eine Nutzenfunktion {\displaystyle u_{\scriptscriptstyle p}} – additiv zusammengefasst.

## Berücksichtigung der Zeit
Im hier vorliegenden Fall stellt sich jedoch die Frage, wie die Nutzenfunktionen der verschiedenen Perioden aggregiert werden können. Dazu muss die Entwicklung bzw. Veränderlichkeit von Präferenzen im Zeitablauf berücksichtigt werden. Dazu wird folgendes Vorgehen gewählt:
- In einem ersten Schritt wird angenommen, es existiert eine einheitliche Nutzenfunktion {\displaystyle u_{\scriptscriptstyle 0}(x_{\scriptscriptstyle p})}. Damit wird die heutige Höhenpräferenz für die gesamte Planungszeit quasi „eingefroren“.
- Um zeitliche Unterschiede abzubilden, werden die Werte dieser Einheitsnutzenfunktion im zweiten Schritt für jede Periode durch den Faktor {\displaystyle g_{\scriptscriptstyle p}>0} gewichtet. Damit kann das Präferenzfunktional für die Alternative {\displaystyle x} wie folgt formuliert werden: {\displaystyle \Phi (x)=\sum \limits _{p=1}^{n}g_{\scriptscriptstyle p}\cdot u_{\scriptscriptstyle 0}(x_{\scriptscriptstyle p})}.
- Diese Vorgehensweise erfordert jedoch eine zusätzliche Anforderung an die Präferenzen des Akteurs. Diese Anforderung – die Stationarität – wird im dritten Schritt erläutert.

Das wird mit der Eigenschaft der Stationarität erreicht, die in Anforderung 4 beschrieben ist.
Anforderung 4 (Stationarität):
Die Präferenzrelation {\displaystyle \succsim } auf {\displaystyle {\it {P^{n}}}} ist stationär, wenn es ein {\displaystyle {\it {e\in P}}} gibt, so dass gilt:
{\displaystyle (x_{\scriptscriptstyle 1},...,x_{\scriptscriptstyle n-1},e)\succ (y_{\scriptscriptstyle 1},...,y_{\scriptscriptstyle n-1},e)\Leftrightarrow (e,x_{\scriptscriptstyle 1},...,x_{\scriptscriptstyle n-1})\succ (e,y_{\scriptscriptstyle 1},...,y_{\scriptscriptstyle n-1})}.
Die Stationarität impliziert die Zeitkonsistenz. Damit wird die Besonderheit der intertemporalen Entscheidung erfasst.
Die Entscheidung in {\displaystyle t=0} über die beiden Alternativen darf nur von der Höhe der Zahlungen {\displaystyle x} und {\displaystyle y} sowie von der relativen Zeitdistanz zwischen diesen Zahlungen abhängen.
Hingegen darf die Entfernung dieser Zeitdistanz vom heutigen Entscheidungspunkt keine Rolle bei der Entscheidung spielen. Beispiel 2 erläutert die Grundidee dieser Eigenschaft.
|             | Periode               | Periode               | Periode               | Periode                 | Periode                 |
| Alternative | {\displaystyle p=1}   | {\displaystyle p=2}   | {\displaystyle p=3}   | {\displaystyle p=4}     | {\displaystyle ~~...~~} |
| ----------- | --------------------- | --------------------- | --------------------- | ----------------------- | ----------------------- |
| A           | {\displaystyle x_{1}} | {\displaystyle x_{2}} | {\displaystyle x_{3}} | {\displaystyle x_{4}}   | {\displaystyle ~~...~~} |
| B           | {\displaystyle y_{1}} | {\displaystyle y_{2}} | {\displaystyle y_{3}} | {\displaystyle y_{4}}   | {\displaystyle ~~...~~} |
| C           | {\displaystyle x_{2}} | {\displaystyle x_{3}} | {\displaystyle x_{4}} | {\displaystyle ~~...~~} | {\displaystyle ~~...~~} |
| D           | {\displaystyle y_{2}} | {\displaystyle y_{3}} | {\displaystyle y_{4}} | {\displaystyle ~~...~~} | {\displaystyle ~~...~~} |

Beispiel 2
Es werden die vier Alternativen der Tabelle 2 betrachtet.
Der Zeitpunkt der Entscheidung liegt in {\displaystyle {\it {t=0}}}, weshalb gilt {\displaystyle {\it {\succsim _{\scriptscriptstyle 0}}}}. Stationarität fordert in diesem Fall: {\displaystyle {\it {A}}} wird gegenüber {\displaystyle {\it {B}}} schwach präferiert, wenn {\displaystyle {\it {C}}} ebenfalls gegenüber {\displaystyle {\it {D}}} schwach vorgezogen wird. Es gilt: {\displaystyle {\it {A\succsim _{\scriptscriptstyle 0}B\Leftrightarrow C\succsim _{\scriptscriptstyle 0}D}}}. Damit wird gefordert, dass jede Frage nach einer Änderung der Präferenzen in der Zukunft für die heute zu treffende Entscheidung irrelevant sein soll.
Koopmans als Begründer dieser Eigenschaft fordert damit, dass diejenigen Zeitpunkte von Zahlungsströmen irrelevant für die Präferenzordnung sind, die jeweils identische Ausprägungen aufweisen. Aufgrund der Stationarität kann definiert werden: {\displaystyle g_{\scriptscriptstyle p}=\delta ^{\scriptscriptstyle p-1}}, wobei {\displaystyle \delta ={\frac {1}{1+r}}}. Dieses Gewicht {\displaystyle \delta ^{\scriptscriptstyle p-1}} wird auch als Diskontierungsfaktor bezeichnet. Damit folgt:
{\displaystyle {\begin{array}{llll}\Phi (x)&=&\sum \limits _{p=1}^{n}g_{\scriptscriptstyle p}\cdot u_{\scriptscriptstyle 0}(x_{\scriptscriptstyle p})\\&=&\sum \limits _{p=1}^{n}\delta ^{\scriptscriptstyle p-1}\cdot u_{\scriptscriptstyle 0}(x_{\scriptscriptstyle p})\end{array}}}
Dies ist das exponentielle Diskontierungsmodell. Der Faktor {\displaystyle r} stellt die Zeitpräferenzrate – im Fall von Finanzanlagen also den Zinssatz – dar und wird auch als Diskontrate bezeichnet. Der Wert {\displaystyle \delta } ist für alle Perioden konstant.
Damit kann ein additives Präferenzfunktional formuliert werden, das zur exponentiellen Diskontierung führt.
Das ist die weitverbreitete Formulierung des Modells des diskontierten Nutzens und beschreibt den idealtypischen homo oeconomicus für intertemporale Entscheidungen. Dieser erfüllt sämtliche – für eine exponentielle Diskontierung notwendigen – Anforderungen.